# Randy Cozens
Randy Cozens (Londres, 1945 - 28 de julio de 2003), fue un coleccionista y pinchadiscos de soul. 
En la década de 1960 estuvo implicado en el movimiento mod primigénio. Con la llegada del revival a finales de la década de 1970 y principio de la de 1980, participó activamente en este, llegando a fundar junto a Ady Croasdell el 17 de agosto de 1979 el 6T's Rhythm & Soul Club, en el Bedford Head Pub de Covent Garden. En 1981 el club se trasladó al mítico 100 Club de Oxford St., donde continúa hasta la actualidad. También mantuvo abundante correspondencia con publicaciones musicales, especialmente Sounds, reivindicando el papel de la música negra en el movimiento mod y una vuelta a los orígenes musicales.

## Mod Top 100
A raíz de su activa apología de los orígenes negros de la música mod,la revista Sounds le pidió que elaborara una lista conocida como Mod Top 100 con los éxitos de la música mod, que se publicó en el número de agosto de 1979. La lista está compuesta de noventa y siete temas soul, dos ska y uno ficticio -en concreto el 43, Rancid Polecat, como trampa para hipotéticos impostores que afirmaran tener la colección completa-, que se ha llegado a considerar como el canon de la música soul mod.
1. What'cha Gonna Do About It – Doris Troy (Atlantic)
2. So Far Away – Hank Jacobs (Sue)
3. Come See About Me – Nella Dodds (Pye Int)
4. Hole In The Wall – George Stone (Stateside)
5. Qué será será- The High Keys (London)
6. Getting Mighty Crowded – Betty Everett (Fontana)
7. I Don’t Wanna Fuss – Sugar Pie Desanto (Pye Int)
8. Walking The Dog – Rufus Thomas (London)
9. Hold What You Got – Joe Tex (Atlantic)
10. Time Is On My Side – Irma Thomas (Liberty)
11. 1I Can’t Believe What You Say – Ike And Tina Turner (Sue)
12. The Drifter – Ray Pollard (UA)
13. Any Day Now – Chuck Jackson (Stateside)
14. The Monkey Time – Major Lance (Columbia)
15. La De Da, I Love You – Inez And Charlie Foxx (Sue)
16. The Cheater – Bob Kuban And The In Men (Stateside)
17. I’m In Your Hands – Mary Love (King)
18. The Jerk – The Larks (Pye Int)
19. I Had A Talk With My Man – Mitty Collier (Pye Int)
20. Oh No Not My Baby – Maxine Brown ((Pye Int)
21. Gotta Have Your Love – The Sapphires (HMV)
22. Everybody Needs Somebody To Love – Solomon Burke (Atlantic)
23. La La La La La – The Blendells (Reprise)
24. Ride Your Pony – Lee Dorsey (Stateside)
25. Selfish One – Jackie Ross (Pye Int)
26. Tired Of Being Lonely – The Sharpees (Stateside)
27. El Watusi – Ray Barretto (Colombia)
28. Treat Her Right – Roy Head (Vocallion)
29. Who’s Cheating Who? – Little Milton (Chess)
30. Out Of Sight – James Brown (Phillips)
31. Mercy Mercy – Don Covay (Atlantic)
32. Open The Door To Your Heart – Darrell Banks (Stateside)
33. A Little Piece Of Leather – Donnie Elbert (Sue)
34. Go Now – Bessie Banks (Red Bird)
35. Searching For My Love – Bobby Moore (Chess)
36. You Can’t Sit Down – Phil Upchurch Combo (HMV)
37. The Duck – Jackie Lee (Fontana)
38. Doctor Love – Bobby Sheen (Capitol)
39. She Blew A Good Thing – The American Poets (London)
40. Watch Your Step – Bobby Parker (Sue)
41. Love Ain’t Nothin’ – Johnny Nash (Pye Int)
42. Randy – Earl Jean (Colpix)
43. Rancid Polecat – Ian And The Clarks (Liberty)
44. Oowee Baby I Love You – Fred Hughes (Fontana)
45. A Touch Of Venus – Sandy Wynns (Fontana)
46. Don’t Let Me Be Misunderstood – Nina Simone (Phillips)
47. Ain’t Love Good, Ain’t Love Proud – Tony Clark (Pye Int)
48. I’ve Got A Woman – Jimmy McGriff (Sue)
49. Candy – The Astors (Atlantic)
50. Smokie Joe’s La La – Googie Rene Combo (Atlantic)
51. Mr Bang Bang Man – Little Hank (London)
52. It’s Rough Out There – Jerry Jackson (Cameo)
53. Oh How Happy – Shades Of Blue (Sue)
54. Ain’t Nobody Home – Howard Tate (Verve)
55. Dimples – John Lee Hooker (Stateside)
56. Long After Tonight Is Over – Jimmy Radcliffe (Stateside)
57. Twine Time – Alvin Cash (Stateside)
58. Lipstick Traces – The O’Jays (Liberty)
59. Let The Good Times Roll – Bunny Sigler (Cameo Parkway)
60. There’s Nothing Else To Say Baby – The Incredibles (Stateside)
61. Peaches And Cream – The Ikettes (Stateside)
62. What’s Wrong With Me Baby – The Invitations (Stateside)
63. Hole In The Wall – The Packers (Pye Int)
64. Finders Keepers – Gloria Jones (Stateside)
65. Nothing Can Stop Me – Gene Chandler (Stateside)
66. See You At The Go Go – Dobie Gray (Pye Int)
67. Love Makes The World Go Round – Deon Jackson (Atlantic)
68. Cool Jerk – The Capitols (Atlantic)
69. The In Crowd – Ramsey Lewis Trio (Chess)
70. Rescue Me – Fontella Bass (Chess)
71. 60 Minutes Of Your Love – Homer Banks (Liberty)
72. Sweetest Thing This Side Of Heaven – Chris Bartley (Cameo)
73. A L’il Loving Sometimes – Alexander Patton (Capitol)
74. You’ve Got To Pay The Price – Al Kent (Track)
75. Make Me Yours – Bettye Swann (CBS)
76. The Pain Gets A Little Deeper – Darrow Fletcher (London)
77. Talk Of The Grapevine – Donald Height (London)
78. Always Something There To Remind Me – Lou Johnson (London)
79. Steal Away – Jimmy Hughes (Pye Int)
80. Yes I’m Ready – Barbara Mason (London)
81. Gee Whiz – Carla Thomas (Atlantic)
82. My Girl Sloopy – The Vibrations (London)
83. Gypsy Woman – The Impressions (HMV)
84. You Don’t Know Like I Know – Sam And Dave (Atlantic)
85. I’ll Take Good Care Of You – Garnett Mimms (UA)
86. Nothing Takes The Place Of You – Toussaint McCall (Pye Int)
87. The 81 – Candy And The Kisses (Cameo)
88. Mr Pitiful – Otis Redding (Atlantic)
89. This Can’t Be True – Eddie Holman (Cameo)
90. You Got Too Much Going For You – Jimmy Beaumont (London)
91. Help Me – The Spellbinders (CBS)
92. Higher And Higher – Jackie Wilson (Coral)
93. That’s Enough – Rosco Robinson (Pye Int)
94. I Wanna Be – The Manhattans (Sue)
95. Spring – Birdlegs And Pauline (Sue)
96. Peace Of Mind – The Magnificent Men (Capitol)
97. Hey-Sah-Lo-Nay – Mickey Lee Lane (Stateside)
98. Mercy – Willie Mitchell (London)
99. Gypsy Woman – Derek And Patsy (Island)
100. Dr Kitch – Lord Kitchener (Jump Up)